# Mistr Jíra
Mistr Jíra je jednoaktová komická opera českého skladatele Jaroslava Vogla na vlastní libreto podle povídky českého historika a spisovatele Zikmund Winter Vlašský král a česká švadlí. Je to Voglova druhá opera; byla napsána roku 1924 a o dva roky později měla premiéru v pražském Národním divadle.

## Vznik a charakteristika opery
Mistr Jíra je druhá opera skladatele a dirigenta Jaroslava Vogla. Oproti prvotině Maréja (1922, premiéra roku 1923), která vykazovala zejména italské (veristické) vlivy, se hudba Mistra Jíry, organičtější a pružnější než v případě Maréji, pohybuje na půdě středoevropského novoromantismu s vlivy Wagnera a Smetany, respektive časově bližších Strausse a Nováka. Dějově jde o nenáročnou a prostou hříčku, v jejímž zpracování je vidět autorova snaha „vrátit divadlu a opeře jejich přirozená práva“ oproti dobovým experimentům, a hudba i libreto využívají osvědčené prostředky operní techniky. Podle Anny Hostomské opera působí spíše celkovou jevištní účinností než osobitým hudebním výrazem.
Opera byla v Národním divadle uvedena poprvé v kombinaci s Stravinského baletem Petruška, později i s jinými díly, celkem šestkrát; první představitelkou Lenky byla později slavná pěvkyně Jarmila Novotná. O rok později, v roce 1927 (premiéra 22. dubna), byla úspěšně provedena též v Plzni.
V roce 1926 vydala Hudební matice Umělecké besedy partituru opery.

## Osoby a první obsazení
| osoba                                                                           | hlasový obor | premiéra (30.3.1926) |
| ------------------------------------------------------------------------------- | ------------ | -------------------- |
| Jiří Lysý                                                                       | baryton      | Jan Konstantin       |
| Lenka                                                                           | soprán       | Jarmila Novotná      |
| Přemek                                                                          | tenor        | Miloslav Jeník       |
| Břízská                                                                         | alt          | Věra Pivoňková       |
| Kohoutek                                                                        | tenor        | Karel Hruška         |
| Vévoda Ercole d'Este                                                            | tenor        | Theodor Schütz       |
| Neznámá                                                                         | mezzosoprán  | Marie Šlechtová      |
| Dirigent: Vincenc Maixner, režisér: Ferdinand Pujman, scéna: Bedřich Feuerstein |              |                      |

## Děj opery
Odehrává se Menším městě pražském za císaře Rudolfa II.
Kuplířka Břízská přivádí do malého domku poblíž Vltavy chudou švadlenku Lenku. Ta se těší, protože ji sem kuplířka nalákala pod záminkou, že má ušít šaty pro vlašskou královnu. Ve skutečnosti však domek patří záletnému vévodovi Ercolovi d'Este, který si sem nechává vodit mladá děvčata. Ten se objeví místo očekávané královny a vemlouvá se i hrozí Lence, ale ta je pevná ve své počestnosti. Vévoda tedy nakvašeně odchází a nechává dívku zamknutou v pokoji, aby přišla k rozumu.
Lenka se snaží křikem z okna přivolat pomoc. Uslyší ji její milý, rybář Přemek, ale skutečnost, že se Lenka nachází v domě cizího muže, v něm vzbudí ješitnou žárlivost a místo pomoci odejde. Až tesařský mistr Jíra Lysý přijde dívce na pomoc a vyšplhá k ní do okna. Podle lístku na zemi, v němž muzikanti upomínají vévodu o úhradu za hudbu k minulému dostaveníčku, zjišťuje mistr Jíra totožnost svůdce a s Lenkou zosnují plán, jak prostopášníka potrestat. Oknem opět odejde věci zařídit.
Vrací se Břízská, která dostala za úkol děvče přemluvit. Lenka se staví mnohem ochotnější a rozradostněná kuplířka si na svůj nečekaně snadný úspěch řádně přihne vína, takže usíná u stolu. Dveře zůstaly otevřené a mistr Jíra potichu přivádí zahalenou ženu v podobném úboru, jako má Lenka, a ta si s ní vymění místo.
Vévoda, rovněž značně posilněný alkoholem, se vrací a nalézá dívku sice tajuplnější, ale zdaleka ne tak odmítavou. Než se s ní stačí sblížit, probudí se Břízská a vévoda jí nejprve musí uhradit honorář, následně přitáhnou muzikanti vedení Kohoutkem a ztropí mu pod okny kočičinu, aby dostali své peníze. Zatímco je vévoda nucen je v nastalém zmatku vyplatit, neznámá potichu vklouzne do vedlejší místnosti. Vévoda ji hledá, a protože myslí, že uprchla, vybíhá ze dveří, v nichž se srazí s mistrem Jírou. Ten mu přivádí Lenku a Přemka, představuje mu je jako snoubence a žádá pro ně svatební dar. Rozzlobený vévoda se chápe kordu a chce si to s nimi vyřídit, v tom však vyjde z vedlejší místnosti neznámá žena, v níž vévoda nyní poznává svou manželku. Přistižený svůdník je pak na pokyn své choti přinucen přenechat domek, který sloužil jeho záletům, jako svatební dar na odškodněnou mladým novomanželům.